# Bartholomäus Grass
Bartholomäus Grass (* 1743 in Lavin; † 5. Oktober 1815 in Chur) war ein Schweizer reformierter Pfarrer und Schulreformer.

## Leben
Der im Jahr 1743 in Lavin (Kanton Graubünden) geborene Bartholomäus Grass war zunächst als Hauslehrer in Chiavenna tätig und studierte anschließend Theologie sowohl an der Martin-Luther-Universität Halle-Wittenberg als auch an der Universität Basel. In die evangelisch-rätische Synode nahm man ihn am 26. Juni 1766 auf. Obwohl er damit die Erlaubnis erhielt, als Pfarrer tätig zu sein, widmete er sich in den ersten Monaten nach der Aufnahme der Hauslehrer-Aktivität in Verona. 1767 schließlich nutzte er die Erlaubnis und wurde Pfarrer seiner Heimatgemeinde, doch schon im darauf folgenden Jahr entschied er sich zu einer Lehrstelle in Haldenstein um. 1771 siedelte die Schule nach Marschlins um und Grass bemühte sich als Nachfolger des Pädagogen Martin Planta. Dass er Nachfolger wurde, wurde von Plantas Mitstreiter Johann Peter Nesemann kritisiert, doch Plantas Bruder Andreas Planta schlichtete den Streit. Dennoch gab Nesemann seine Tätigkeit auf. Auch Grass hatte inzwischen die Schule verlassen, vermutlich, da er mit dem Umbau der Schule zum Philanthropin nicht einverstanden war. Kurz war er Mitarbeiter einer privaten Schule Nesemanns in Chur. Dort unterrichtete er bald an der Lateinschule. Auch wurde er Nachfolger des Paulus Kind der Ältere, Leiter der städtischen Schulen. 1779 entwickelte er gemeinsam mit Andreas von Salis-Rietberg sowie mit Leonhard Usterei-von Muralt ein System der Schulreformation in Chur. Vermutlich wegen des Widerstandes seitens der Stadt gegen die Reform bat Grass am 30. Januar 1780 um seine Entlassung aus dem Dienst der Schule. Trotzdem war er auch danach mehrfach Vertretungslehrer der Stadtschule; die Jahre 1782 bis 1801 verbrachte er jedoch in Triest, wo er zeitweise auch Pfarrer war. Um 1790 betätigte er sich erneut als Privatlehrer, kehrte dann aber wieder als Pfarrer nach Triest zurück. 1802 kehrte er wieder nach Chur zurück, um dort als Freiprediger tätig zu sein. Als zwei Jahre danach die evangelische Kantonsschule gegründet wurde, unterrichtete er dort sowohl Theologie als auch die italienische Sprache. Im vorherigen Jahr schon war er zum Dekan des Gotteshausbundes gewählt worden. Letztgenanntes Amt bekleidete er, bis er am 5. Oktober 1815 in Chur starb.